# Zollhaus (Gebäude)

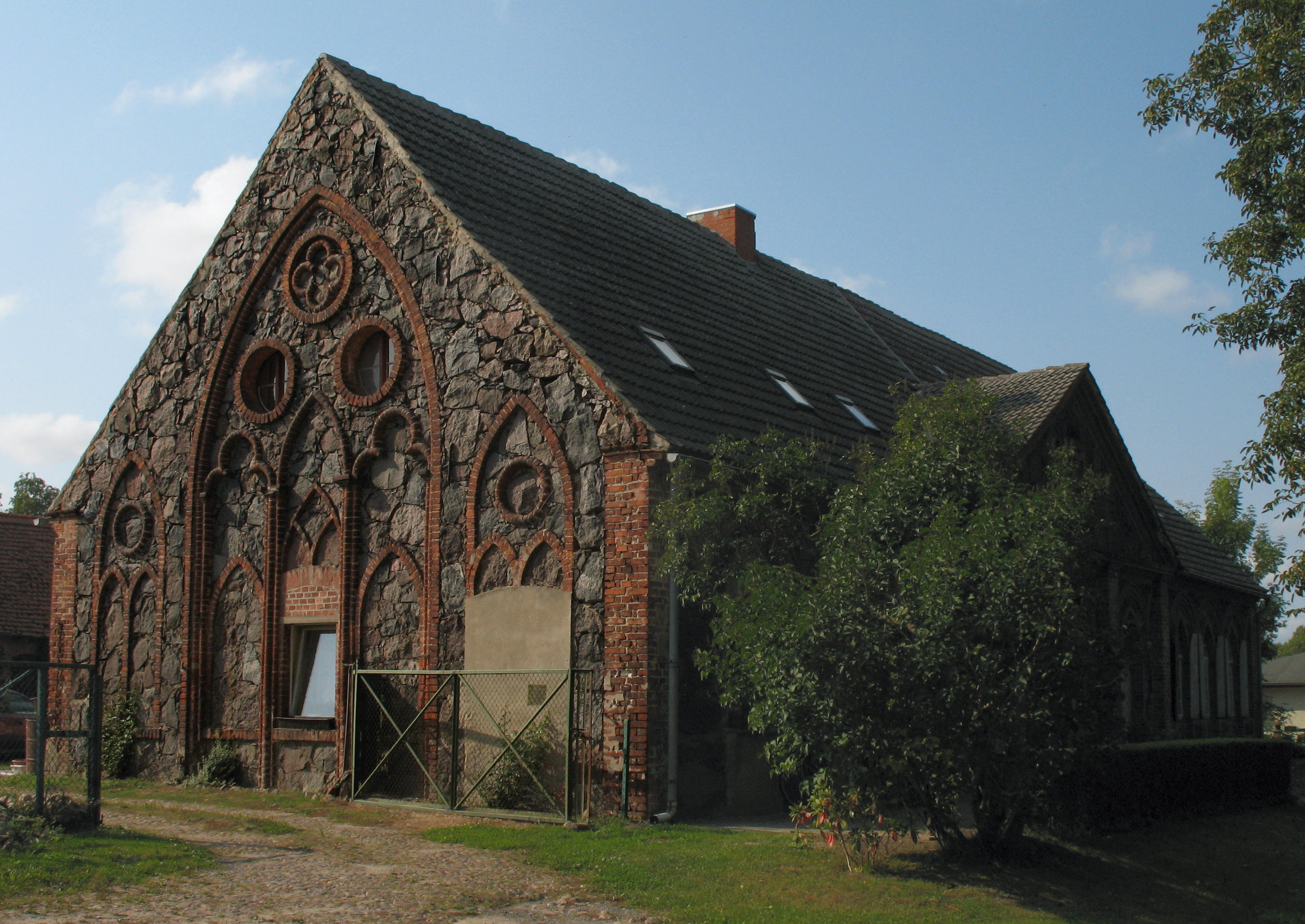
Preußisches Zollhaus in Wolfshagen

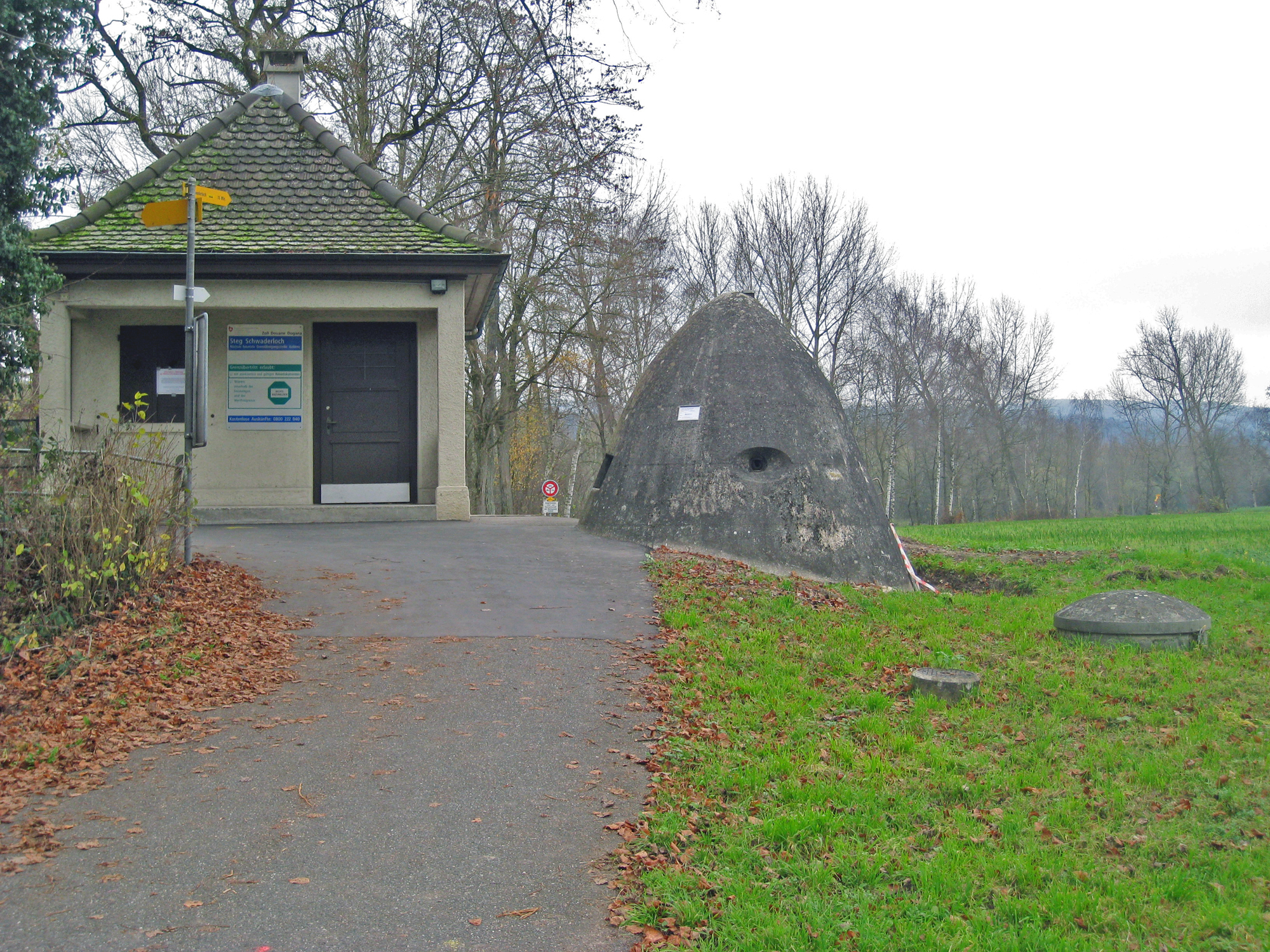
Schweizer Zollhaus an der Rheinbrücke Albbruck–Schwaderloch

Der Ausdruck Zollhaus bezeichnet ein Gebäude, in dem (historisch) der Zoll oder die Zollverwaltung untergebracht war.
Da mit Zollformalitäten ein gewisser Aufenthalt am Ort verbunden war, finden sich bei Zollhäusern schon früh gastronomische Betriebe. Eine große Anzahl von Restaurants und Hotels trägt daher den Namen Zollhaus.
Auch Wegegeldstellen an Fernstraßen, die zu deren Finanzierung eingerichtet wurden, werden bisweilen als „Zollhaus“ bezeichnet, wie das Alte Zollhaus Wennigsen.